# Ameropterus mexicanus
Ameropterus mexicanus is een insect uit de familie van de vlinderhaften (Ascalaphidae), die tot de orde netvleugeligen (Neuroptera) behoort. 
Ameropterus mexicanus is voor het eerst wetenschappelijk beschreven door Van der Weele in 1909.